# Заболотское сельское поселение (Костромская область)
Заболо́тское се́льское поселе́ние — упразднённое муниципальное образование в Шарьинском районе Костромской области.
Административный центр — село Заболотье.

## История
Заболотское сельское поселение образовано 30 декабря 2004 года в соответствии с Законом Костромской области № 237-ЗКО, установлены статус и границы муниципального образования.
Законом Костромской области от 19 февраля 2021 года было упразднено и включено в Зебляковское сельское поселение.

## Население
| 2008 | 2010 | 2012 | 2013 | 2014 | 2015 | 2016 |
| ---- | ---- | ---- | ---- | ---- | ---- | ---- |
| 389  | ↘333 | ↘320 | ↘301 | ↘296 | ↘279 | ↘269 |
| 2017 | 2018 | 2019 | 2020 |      |      |      |
| ↘257 | ↘253 | ↘226 | ↗231 |      |      |      |

## Состав сельского поселения
| №  | Населённый пункт | Тип населённого пункта       | Население |
| -- | ---------------- | ---------------------------- | --------- |
| 1  | Балаболиха       | деревня                      | ↘62       |
| 2  | Вторая Культура  | деревня                      | →0        |
| 3  | Ершиха           | деревня                      | →0        |
| 4  | Заболотье        | деревня                      | ↗3        |
| 5  | Заболотье        | село, административный центр | ↘125      |
| 6  | Заводь           | деревня                      | ↗4        |
| 7  | Казанка          | деревня                      | ↗43       |
| 8  | Колобовка        | деревня                      | ↗2        |
| 9  | Первая Культура  | деревня                      | ↗43       |
| 10 | Починок          | деревня                      | →0        |
| 11 | Сысоиха          | деревня                      | ↘18       |
| 12 | Фадиха           | деревня                      | →0        |